# 醋醋
醋醋（1992年1月16日—），本名文晓依，中国配音演员，音熊联萌及V17组合成员之一。曾为《馒头日记》《纳米核心》《王牌御史》《此花绮谭》等多部动画献声，也参与《龙之谷》《行星边际》等网游的配音。